# داء المقوسات الخلقي

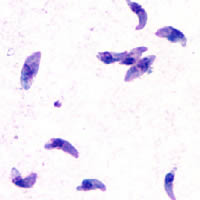

داء المقوسات الخلقي هو مرض يسببه الطفيلي توكسوبلازما غوندي (المقوسة الغوندية التي يعتبر القط مضيفها الأساسي) يصيب الجنين أثناء فترة تكوينه وينتقل إليه من الأم المصابة أثناء فترة الحمل عن طريق الدم وعبور المشيمة. يتميز بوجود إصابات خاصة على مستوى العين والجهاز العصبي.  تزداد خطورة الإصابة لدى الجنين كلما كان تعرضه للطفيلي في المراحل الأولى من الحمل.

## الوصف الإكلينيكي للمرض وأعراضه
تختلف الأعراض من شخص لآخر، فلإصابة المبكرة عادة ما تكون أخطر ولكنها قليلة الحدوث.
خلال الثلاثي الأول من الحمل، قد تسبب الإصابة بداء المقوسات إجهاضا تلقائيا أو موت الجنين في رحم الأم. أما الإصابة المتأخرة بالعدوى فقد تكون سببا في׃ إصابة العين، صغر أو كبر حجم الرأس، استسقاء الدماغ، تكلسات داخل الجمجمة، تضخم الكبد والطحال، تضخم القلب، استسقاء البطن، تأخر في النمو داخل الرحم.
الأعراض التي تظهر عند الولادة׃ طفح بقعي حطاطي مصحوب بتضخم عام للعقد اللمفاوية، يرقان وفرط بيليروبين الدم، اعتلالات الجهاز العصبي المركزي وقلة الصفيحات الدموية.
الأعراض العصبية التي تظهر أولا׃ الإختلاجات، رأرأة العين، نقص التوتر العضلي. وهذه الأعراض تكون مصحوبة بتأخر في النمو.
الثلاثية ( التهاب المشيمية والشبكية، تكلسات داخل الجمجمة، واستسقاء الدماغ ) موجودة لدى 10% من الحالات المصابة. 

## طرق الوقاية
عن طريق القيام بالفحوص المصلية الخاصة بداء المقوسات التي يجب أن تكون׃ ضمن فحوصات ما قبل الحمل وخلال الثلاثي الأول من الحمل إذا كانت المرأة الحامل سالبة المصل بالنسبة لداء المقوسات فعليها أن تقوم بمتابعة مصلية شهرية طوال فترة الحمل حتى الولادة.
الحرص على النظافة ب׃ استهلاك اللحوم المطبوخة جيدا.
غسل الخضروات والفواكه بعناية قبل الأكل.
غسل اليدين جيدا بعد التعامل مع اللحوم النيئة، الخضروات، الفواكه، والتربة.
الابتعاد عن القطط . في أغلب الحالات تكون الإصابة الأولية بالمقوسة الغوندية (لدى الأم ) بدون أعراض، في الحالات الأخرى تكون الأعراض غير خصوصية׃ حمى طفيفة، أعراض شبيهة بالإنفلونزا، تضخم عدة عقد لمفاوية غير مؤلمة على مستوى الرقبة...
تأكيد تشخيص الإصابة الأولية للأم يعتمد على ظهور الأجسام المضادة من نوع IgM الخاصة بداء المقوسات على مستوى المصل.
تكون نسبة انتقال الطفيلي من الأم إلى الجنين ضعيفة جدا في بداية الحمل˓ ترتفع لتبلغ قيمتها القصوى في نهاية الحمل.
انعكاسات إصابة الجنين تكون بارزة إذا كانت العدوى في بداية الحمل˓ أما في نهاية الحمل فقد تكون طفيفة أو منعدمة.

## العلاج
خلال الانقلاب المصلي للأم الحامل من السلبي إلى الإيجابي يتوجب تقديم علاج مستعجل والمتمثل في سبيراميسين وذلك لتخفيض خطر عبور الطفيلي للمشيمة بنسبة 50 % ثم تقام بعدها التحاليل الخاصة للبحث عن إصابة محتملة للجنين.